# Śmieciarz (serial telewizyjny)
Śmieciarz – miniserial z 1987 roku w reżyserii Jacka Butrymowicza. Scenariusz filmu napisali Jacek Butrymowicz i Marek Nowakowski. Pierwowzorem  scenariusza są wspomnienia Teodora Niewiadomskiego, który sam był w czasie okupacji zatrudniony na tym stanowisku w Zakładzie Oczyszczania Miasta.
Akcja serialu rozgrywa się podczas II wojny światowej, po kampanii wrześniowej. Główny bohater, prowadzący działalność tytułowego śmieciarza, działa jednocześnie w szeregach Armii Krajowej.

## Obsada
- Maciej Góraj − Teodor "Tojo" Bożych
- Tadeusz Szaniecki − Marian Bożych, ojciec "Toja"
- Anna Ciepielewska − Eugenia Bożych, matka "Toja"
- Ewa Dąbrowska − Halina Bożych, siostra "Toja"
- Wojciech Wysocki − Władek Bożych, brat "Toja"
- Zbigniew Buczkowski − Witek
- Józef Nalberczak − restaurator Karaś
- Witold Dębicki − śmieciarz Rysiek
- Marian Glinka − śmieciarz "Ospowaty"
- Andrzej Ferenc − śmieciarz "Lord"
- Henryk Talar − śmieciarz Tadek
- Jan Piechociński − Romek Strumiłło, narzeczony Halinki, współpracownik gestapo
- Jan Jurewicz − "Myszowaty"
- Andrzej Precigs − porucznik "Nowy"
- Roman Kłosowski − Leopold Frasik
- Beata Tyszkiewicz − profesorowa Kinga